# Saint-Fort-sur-le-Né
Saint-Fort-sur-le-Né é uma comuna francesa na região administrativa da Nova Aquitânia, no departamento de Charente. Estende-se por uma área de 6,8 km². Em 2010 a comuna tinha 384 habitantes (densidade: 56,5 hab./km²).